# Mycetophila lineola
Mycetophila lineola är en tvåvingeart som först beskrevs av Johann Wilhelm Meigen 1818.  Mycetophila lineola ingår i släktet Mycetophila och familjen svampmyggor.
Artens utbredningsområde är Tyskland. Inga underarter finns listade i Catalogue of Life.